# Велес (община)
Ве́лес (макед. Општина Велес) — община в Республике Македония. Расположена в центре страны. Население составляет 55 108 человек (2002 год).
Административный центр — город Велес.
Площадь территории общины 427,45 км².
Граничит с общинами Республики Македония:
- на северо-западе — с общиной Петровец;
- на северо-востоке — с общиной Свети-Николе;
- на востоке — с общиной Лозово;
- на юго-востоке — с общиной Градско;
- на юго-западе — с общиной Чашка;
- на западе — с общиной Зелениково.

Кроме города Велес в состав общины входят ещё 29 сёл: Башино-Село, Белештевица, Бузалково, Ветерско, Горно-Каласлари, Горно-Оризари, Джидимирци, Долно-Каласлари, Долно-Оризари, Иванковци, Карабуньиште, Крушье, Кумарино, Лугунци, Мамутчево, Новачани, Ново-Село, Ораовец, Отовица, Раштани, Рлевци, Рудник, Слп, Сливник, Сояклари, Сопот, Црквино и Чалошево.
Этническая структура населения в общине:
- македонцы — 84,86 %;
- боснийцы — 4,37 %
- албанцы — 4,17 %;
- турки — 3,13 %
- цыгане — 1,45 %
- сербы — 0,98 %
- арумыны — 0,62 %
- остальные — 0,42 %

По территории общины проходит автомагистраль E 75 и железнодорожная линия в Салоники. Крупнейшая река — Вардар.